# Giovanni Battista Viotti
Giovanni Battista Viotti (Fontanetto Po, Reino de Cerdeña, 12 de mayo de 1755-Londres, Reino Unido de Gran Bretaña e Irlanda 3 de marzo de 1824) fue un violinista, compositor y pedagogo italiano. Hijo de un instrumentista, Viotti tomó sus primeras clases al lado de su padre, quien se desempeñó en la trompa.
Apreciado desde muy joven como violinista, fue acogido bajo la protección de los príncipes Dal Pozo della Cisterna que procuraron que estudiara con Antonio Celoniat.
Sin embargo lo que más llamaría la atención sobre él a esa edad de su vida fue que logró que un obispo de la diócesis lo enviase a estudiar con el célebre Gaetano Pugnani, discípulo de Giuseppe Tartini, a la edad de 13 años.
Viotti peleó arduamente por el puesto de director de la Ópera de París (que conseguiría años más tarde), pero que al conseguir su rechazo en 1788, Viotti en compañía de su socio Leonar, logran abrir su propio teatro de ópera italiana en París.
En 1782 de regreso en París obtuvo un gran éxito en el Concert Spirituel que le abrió la mayor parte de los círculos musicales. Fue nombrado solista de la Corte de María Antonieta, pero su actividad de concertista se redujo notablemente los años siguientes. Pasó entonces a dedicarse a la enseñanza, la composición y la organización de conciertos.
En 1788, metido a empresario teatral, viaja a Italia con objeto de contratar cantantes para la próxima apertura del Teatro de Monsieur, pero este tuvo una vida muy corta y pronto cerró sus puertas. Viotti, viaja entonces a Londres en 1792, donde reemprende sus conciertos. En 1794 es nombrado director artístico y posteriormente director de orquesta en el King’s Theatre. Cuatro años más tarde es expulsado de las islas acusado de jacobino, por lo que se instala en Alemania, cerca de Hamburgo. Revisado su caso, se le permitió regresar a Inglaterra, donde abandonó su carrera musical para dedicarse al negocio de vinos, pero fracasó y quebró rápidamente. Regresó a París donde fue director del Teatro Italiano y de la Ópera en 1819. Tres años después renunció y volvió a Londres donde murió en 1824.
Durante los 20 últimos años del siglo XVIII fue considerado como el mejor violinista de Europa. Como compositor fue un defensor de la tradición instrumental italiana de la época rococó, pero abierto al romanticismo. Sus conciertos están influenciados por Haydn.

## Su obra
- 29 conciertos para violín.
- Concierto para piano y orquesta en Sol menor (arreglo de uno de sus conciertos para violín)
- 2 sinfonías para 2 violines y orquesta.
- 70 sonatas para violín.
- 9 arias para soprano.
- 1 concierto para violonchelo
- 21 cuartetos de cuerda
- 21 tríos de cuerda
- 51 dúos de violín
- 18 sonatas para violín y contrabajo
- 1 sonata para violín y piano